# اومنودلگر (خنتی)
اومنودلگر (به لاتین: Ömnödelger) یک منطقهٔ مسکونی در مغولستان است که در استان خنتی واقع شده‌است. اومنودلگر ۱۰٬۸۷۷ کیلومتر مربع مساحت دارد.